# Avenida Cibils

Avenida Cibils cruce con Cno. Sanfuentes antes de la obra.

La Avenida Cibils es una de las calles de la ciudad de Montevideo que comienza desde la calle Av. Doctor Martín Ignacio Herretche cerca de la Fortaleza General Artigas en el barrio Villa del Cerro y termina en Av. Luis Batlle Berres en el barrio Paso de la Arena. Es una calle de mucho tránsito.

## Características
Tiene una longitud de 6.5 km y recorre los siguientes barrios montevideanos: Villa del Cerro, Cerro Norte, La Paloma, Maracaná, Las Torres y Paso de la Arena. Pasa por la escuela pública N° 152. Anteriormente esta calle era de carpeta asfáltica con veredas de tosca en mal estado. En noviembre de 2018 comenzó la obra en el tramo Sur desde Av. Carlos María Ramírez hasta la Ruta 1 que duró 2 años y algunos meses, y en mayo de 2019 comenzó en el tramo Norte desde Ruta 1 hasta Cno. Tomkinson, la obra aún sigue vigente. En noviembre de 2011, la calle fue renombrada a Avenida Cibils.

## Cruces
- Avenida Cibils y Avenida Doctor Martín Ignacio Herretche
- Avenida Cibils y Cont. Juan B Viacaba
- Avenida Cibils y Cont. Prusia
- Avenida Cibils y Gambia
- Avenida Cibils y Etiopía y Holanda
- Avenida Cibils y Charcas
- Avenida Cibils y Rusia
- Avenida Cibils y Austria
- Avenida Cibils y Paralela a Austria
- Avenida Cibils y Pje. Cont. China
- Avenida Cibils y Pje. Corea
- Avenida Cibils y Bélgica

- Avenida Cibils y Cont. Perú
- Avenida Cibils y Pje. Huracán Bo. Villa Progreso
- Avenida Cibils y Burdeos
- Avenida Cibils y Pje. Aldea
- Avenida Cibils y Berna
- Avenida Cibils y Estados Unidos
- Avenida Cibils y Cont. Estados Unidos
- Avenida Cibils y Japón
- Avenida Cibils y Avenida Carlos María Ramírez
- Avenida Cibils y Doctor Víctor Constant
- Avenida Cibils y Camino De Las Tropas
- Avenida Cibils y Paso de Morlán
- Avenida Cibils y Oceanía
- Avenida Cibils y Camino Sanfuentes y Avenida Ing. Federico E. Capurro
- Avenida Cibils y Orfilia Rico
- Avenida Cibils y Camino la Paloma
- Avenida Cibils y Cont. Camino la Paloma
- Avenida Cibils y Pernambuco
- Avenida Cibils y Camino Buffa
- Avenida Cibils y Samuel Lafone
- Avenida Cibils y Cont. Verdun
- Avenida Cibils y Verdun
- Avenida Cibils y Francisco Javier Siti
- Avenida Cibils y Mártires de la Industria Frigorífica
- Avenida Cibils y Quince
- Avenida Cibils y Cno. La Boyada
- Avenida Cibils y Cno. Alianza
- Avenida Cibils y Cno. Burghi
- Avenida Cibils y Nuble Yic
- Avenida Cibils y Manuel Oribe
- Avenida Cibils y Ruta 1 (Pasa por una Rotonda)
- Avenida Cibils y Primera al Norte
- Avenida Cibils y Juan de Herrera
- Avenida Cibils y Miguel de Unamuno
- Avenida Cibils y Francisco de Goya
- Avenida Cibils y Los Cedros
- Avenida Cibils y Enrique Granados
- Avenida Cibils y Mirunga
- Avenida Cibils y Los Nogales
- Avenida Cibils y Costanera Parque Tomkinson
- Avenida Cibils y Dr. César Carlos Bianco
- Avenida Cibils y Rómulo Guerrini Bozzini
- Avenida Cibils y Camino Tomkinson
- Avenida Cibils y Presbítero Juan José Ortiz
- Avenida Cibils y Presbítero Cosme Agullo
- Avenida Cibils y Presbítero José Nicolás Barrales
- Avenida Cibils y Terminal Paso de la Arena
- Avenida Cibils y Avenida Luis Batlle Berres